# Trémorel
Trémorel (tiếng Breton: Tremorae, Gallo: Termorae) là một xã của tỉnh Côtes-d’Armor, thuộc vùng Bretagne, tây bắc Pháp.

## Geography
The commune is traversed by the Meu river.

## Dân số
Người dân ở Trémorel được gọi là Trémorelois.